# Arnocrinum
Arnocrinum Endl. & Lehm. – rodzaj roślin należący do rodziny złotogłowowatych (Asphodelaceae), obejmujący trzy gatunki, występujące endemicznie w zachodniej Australii. 
Nazwa naukowa rodzaju pochodzi od greckich słów αμνός (arnos – owieczka) i κρίνος (krinos – lilia) i odnosi się do wełnistych kłączy tych roślin. 

## Morfologia
PokrójWieloletnie rośliny zielne o wysokości do 60 cm.
PędyPodziemne, krótkie, pełzające kłącze pokryte wełnistą tuniką. Łodyga krótka, ulistniona.
LiścieRównowąskie, jednoroczne, u nasady tworzące wełnistą pochwę.
KwiatyZebrane w gęsty, rozgałęziony kłos, wsparty łuskowatymi podsadkami, które występują też u nasady rozgałęzień. Okwiat promienisty. Listki okwiatu do 12 mm, zrośnięte w rurkę okwiatu, otoczoną przysadką, fioletowe, spiralnie skręcające się po przekwitnięciu. Sześć pręcików o nitkach na przemian długich i krótkich, przymocowanych na wysokości gardzieli rurki okwiatu, otaczających szyjkę słupka. Pylniki żółte, skierowane do wewnątrz, pękające przez szczeliny. Zalążnia górna, trójkomorowa, z dwoma zalążkami w każdej komorze. Szyjka słupka nitkowata, znamię główkowate, małe.
OwoceTrójkomorowe torebki otoczone przysadką. Nasiona jajowate do nerkowatych, czarne, gładkie, błyszczące.

## Systematyka
Rodzaj z podrodziny liliowcowych (Hemerocallidoideae) z rodziny złotogłowowatych (Asphodelaceae). We wcześniejszych ujęciach zaliczany do rodzin Anthericaceae, Hemerocallidaceae, Johnsoniaceae lub liliowatych.
Wykaz gatunków
- Arnocrinum drummondii Endl. & Lehm.
- Arnocrinum gracillimum Keighery
- Arnocrinum preisii Lehm.